# Howe (cràter)
Howe és un cràter d'impacte en el planeta Venus de 38,6 km de diàmetre. Porta el nom de Julia Ward Howe (1819-1910), escriptora estatunidenca, i el seu nom va ser aprovat per la Unió Astronòmica Internacional el 1994.